# This Is Going to Hurt
This Is Going to Hurt est une série télévisée médicale britannique, créée par Adam Kay et basée sur le livre du même nom. La série a été coproduite par la BBC et AMC.
Elle relate la vie d'un groupe de jeunes médecins travaillant dans un service d'obstétrique et de gynécologie dans un hôpital public appartenant au National Health Service. Elle brosse le portrait de leur vie professionnelle et personnelle et explore les effets émotionnels du travail dans un environnement stressant. La série suit de près l'histoire d'Adam Kay (Ben Whishaw) et de Shruti Acharya (Ambika Mod) alors qu'ils gravissent les échelons de la hiérarchie hospitalière. Ces personnages brisent le quatrième mur et s'adressent directement aux téléspectateurs par le biais de dialogues. This Is Going to Hurt présente ses histoires sur un ton tantôt comique, tantôt dramatique.
La série comporte 7 épisodes et a été diffusée pour la première fois sur BBC One et BBC iPlayer le 8 février 2022. Elle a été diffusée pour la première fois en France sur Canal + à partir du 31 mars 2022. Elle sera diffusée sur AMC aux États-Unis à une date ultérieure.

## Résumé
La série est une adaptation du livre d'Adam Kay This Is Going To Hurt. Située à Londres en 2006, elle se concentre sur un service d'obstétrique et gynécologie très fréquenté situé dans un hôpital du NHS et plus particulièrement sur la vie d'Adam Kay et de Shruti Acharya.
Le personnage principal, Adam Kay, décrit son travail en obstétrique et en gynécologie avec une honnêteté franche et parfois choquante. La série explore pleinement les effets émotionnels du travail hospitalier sur son personnel. Elle met également l'accent sur le manque de soutien et de reconnaissance accordé aux internes. La vie personnelle des personnages est également explorée tout au long des épisodes.

## Distribution
- Ben Whishaw[3] (VF : Yoann Sover) : Adam Kay, interne au sein du service gynécologie obstétrique
- Ambika Mod[3] (VF : Clara Soares) : Shruti Acharya, interne au sein du service gynécologie obstétrique
- Alex Jennings[3] (VF : Bernard Bollet) : Nigel Lockhart, chef du service gynécologie obstétrique
- Michele Austin[3] (VF : Cléo Anton) : Tracy, sage femme
- Rory Fleck Byrne[3] (VF : Franck Monsigny) : Harry Muir, le compagnon d'Adam
- Ashley McGuire[3] (VF : Agnès Cirasse) : Vicky Houghton, obstétricienne
- Kadiff Kirwan[3] (VF : Mike Fédée) : Julian, médecin titulaire au sein du service gynécologie obstétrique
- Harriet Walter[3] (VF : Blanche Ravalec) : Véronique, la mère d'Adam
- Josie Walker[4] (VF : Véronique Rivière) : Tracy, dite "Tracy pas rassurante", sage-femme
- Tom Durant-Pritchard[3] (VF : Vincent Bonnasseau) : Greg, meilleur ami d'Adam
- Alice Orr-Ewing : Emma, la compagne de Greg
- Hannah Onslow (VF : Marine Duhamel) : Erika Van Hegen, une patiente
- Rosie Akerman (VF : Cindy Tempez) : Paula Van Hegen, la sœur d'Erika
- Sara Kestelman : Mme W. (Mme Winnicka), une patiente âgée et acariâtre hospitalisée au sein du service
- Agata Jarosz : Agnieska, une collègue d'Adam
- Phillipa Dunne[4] : Ria
- Michael Workeye[4] (VF : Jhos Lican) : Ben, du service de néonatalogie
- George Somner : Al
- Yasmin Wilde : Benilda
- James Corrigan : Welly
- The Vivienne (VF : Christopher Lopez) : La Drag Queen

### Version française
- Société de doublage : Nice Fellow
- Direction artistique : Jonathan Dos Santos

## Production

### Développement
En septembre 2017, Sister Pictures a annoncé avoir acquis les droits télévisuels du livre This Is Going to Hurt d'Adam Kay avec Kay comme scénariste et producteur exécutif. Ils ont acquis les droits à la suite d'une vente aux enchères. Aux côtés de Kay, Naomi de Pear et Katie Carpenter ont été nommées développeuses et productrices exécutives de la série. À l'époque, Pear a exprimé son désir de créer la série car « le NHS est une bête magnifique et il est impératif que cette histoire soit racontée maintenant ». En juin 2018, il a été annoncé que le contrôleur des dramatiques de la BBC, Piers Wenger, a commandé la série pour une commande de huit épisodes pour la chaîne BBC Two, avec AMC coproduisant la série. Le nombre final d'épisodes produits est de sept épisodes. Les sociétés de production impliquées dans la série sont Sister Pictures, Terrible Productions, BBC Studios et AMC Studios, BBC Studios assurant la distribution internationale. Lucy Forbes est la réalisatrice des épisodes 1 à 4 et Tom Kingsley a réalisé les épisodes 5 à 7. Mona Qureshi a été nommée productrice exécutive de la BBC. Les autres producteurs exécutifs sont Jane Featherstone, James Farrell, Kristin Jones et le coprésident d'AMC Studio, Dan McDermott. En décembre 2021, il a été annoncé que la BBC avait décidé de diffuser la série sur BBC One au lieu de BBC Two. La série a été diffusée pour la première fois sur BBC One au Royaume-Uni le 8 février 2022. Chaque épisode a une durée de quarante-cinq minutes.

### Casting
En juin 2020, Ben Whishaw a rejoint le casting dans le rôle principal d'Adam Kay. Le casting de Whishaw a reçu l'approbation unanime des réseaux impliqués dans le projet. Le contrôleur de BBC Drama, Wenger, a déclaré que la signature de Whishaw « témoignait de la qualité » des scripts. McDermott, co-président d'AMC Studios, s'est dit « ravi » d'avoir obtenu un « talent reconnu ». Dès le départ, Ambika Mod s'était engagée à jouer le rôle de Shruti Acharya, un médecin junior (SHO) en obstétrique et gynécologie. Mod a reçu les premiers scripts pour le rôle à la mi-2020. Elle se souvient qu'après avoir lu le premier épisode, elle a eu l'impression que le rôle était « fait » pour elle. En juin 2021, les détails du casting des autres rôles principaux de la série ont été annoncés. Ces castings étaient composés de membres du personnel de l'hôpital et de relations personnelles d'Adam. Michele Austin joue le rôle de Tracy, une sage-femme à l'esprit vif, Kadiff Kirwan joue le rôle de Julian, un collègue de travail rival d'Adam, Ashley McGuire est la consultante Vicky Houghton et Alex Jennings est le consultant Nigel Lockhart, le patron d'Adam. Le casting des proches d'Adam comprend son petit ami Harry Muir joué par Rory Fleck Byrne, Harriet Walter comme Véronique, la mère d'Adam, et Tom Durant-Pritchard comme son meilleur ami Greg.
En septembre 2021, Michael Workeye a révélé qu'il avait tourné un rôle dans la série. Il a déclaré que travailler avec Whishaw et Kay était un "rêve". En novembre 2021, Josie Walker a révélé publiquement son implication dans la série, jouant le rôle de Trace non rassurante. Parmi les autres castings, citons James Corrigan dans le rôle de Welly et Alice Orr-Ewing dans celui d'Emma. Dans un épisode, la drag queen britannique The Vivienne fait une apparition éclair comme videur de boîte de nuit.

### Tournage
Le tournage a commencé en février 2021 et s'est achevé en juin. Dans diverses scènes, les personnages Adam et Shruti brisent le quatrième mur et s'adressent directement aux téléspectateurs par le biais de dialogues. Des scènes de l'extérieur de l'hôpital ont été tournées à l'hôpital d'Ealing.

## Épisodes
1. L'Erreur médicale (Episode 1)
2. La Torsion annexielle (Episode 2)
3. Le Coming out (Episode 3)
4. La Déclaration (Episode 4)
5. La Plainte anonyme (Episode 5)
6. Sous pression (Episode 6)
7. Le Meilleur Médecin du monde (Episode 7)

### Accueil

#### Au Royaume-Uni
La série a reçu un accueil très positif de la part des critiques, l'agrégateur de critiques Rotten Tomatoes faisant état de 94 % d'approbation sur 17 critiques.
Le Radio Times a attribué 5/5 étoiles à l'épisode d'ouverture, Lauren Morris écrivant que « la comédie dramatique impressionne par la qualité de son casting, soutenu par la bande-son de la série, composée de vers d'oreille des années 90 », tandis que Lucy Mangan du Guardian, qui a attribué 4/5 étoiles au premier épisode, a écrit qu'il « ne prend pas de gants pour dépeindre les difficultés de la vie d'un jeune médecin ». Cependant, Rachel Cooke du New Statesman a trouvé que le « manque de sympathie » des personnages était un « problème ».
Ed Cumming, de The Independent, a loué le choix « plein de bon sens » de Whishaw dans le rôle principal. Cumming pense que la série est différente des autres séries médicales. Il estime qu'elles partagent les mêmes principes, à savoir que « à la télévision comme dans la vie : les enjeux sont toujours élevés dans un hôpital. » Katie Rosseinsky, écrivant pour l'Evening Standard, fait l'éloge de Whishaw, notant que le rythme du drame est chaotique mais que Whishaw est « un interprète si attachant que l'ensemble semble authentique sans effort ». Elle ajoute que si Whishaw est « le point d'ancrage dans le tourbillon du service », la série dispose d'une distribution d'ensemble « tout aussi impressionnante ». Rosseinsky afait l'éloge d'Ambika Mod (Shruti), qui s'est distinguée dans son premier grand rôle à la télévision, et estime qu'elle a fait preuve d'une grande créativité.